# Sigmund-Freud-Preis für wissenschaftliche Prosa
Der Sigmund-Freud-Preis für wissenschaftliche Prosa ist ein deutscher Wissenschaftspreis, der 1964 von der HEAG Südhessische Energie AG gestiftet wurde. Verliehen wird er jährlich von der Deutschen Akademie für Sprache und Dichtung in Darmstadt während ihrer Herbsttagung. Die Dotierung beträgt 20.000 Euro. Der Preis ist Sigmund Freud gewidmet, dem Meister gelehrter Prosa, dem es gelang, komplizierte  Sachverhalte seiner Wissenschaft allgemeinverständlich darzustellen und damit zur Popularität seines Wissensgebietes beizutragen.

## Preisträger
- 1964: Hugo Friedrich, Romanist
- 1965: Adolf Portmann, Zoologe
- 1966: Emil Staiger, Germanist
- 1967: Hannah Arendt, Philosophin
- 1968: Karl Barth, Theologe
- 1969: Bruno Snell, Altphilologe
- 1970: Werner Heisenberg, Physiker
- 1971: Werner Kraft, Literaturhistoriker
- 1972: Erik Wolf, Jurist
- 1973: Karl Rahner, Theologe
- 1974: Günter Busch, Kunsthistoriker
- 1975: Ernst Bloch, Philosoph
- 1976: Jürgen Habermas, Philosoph
- 1977: Harald Weinrich, Romanist
- 1978: Siegfried Melchinger, Theaterhistoriker
- 1979: Hans-Georg Gadamer, Philosoph
- 1980: Hans Blumenberg, Philosoph
- 1981: Kurt von Fritz, Altphilologe
- 1982: Arno Borst, Historiker
- 1983: Peter Graf von Kielmansegg, Politologe
- 1984: Odo Marquard, Philosoph
- 1985: Hermann Heimpel, Historiker
- 1986: Hartmut von Hentig, Pädagoge
- 1987: Gerhard Ebeling, Theologe
- 1988: Carl Friedrich von Weizsäcker, Naturwissenschaftler
- 1989: Ralf Dahrendorf, Politikwissenschaftler
- 1990: Walther Killy, Literaturwissenschaftler
- 1991: Werner Hofmann, Kunsthistoriker
- 1992: Günther Anders, Philosoph
- 1993: Norbert Miller, Literaturwissenschaftler
- 1994: Peter Gülke, Musikwissenschaftler
- 1995: Gustav Seibt, Historiker
- 1996: Peter Wapnewski,  Mediävist
- 1997: Paul Parin, Ethnopsychoanalytiker
- 1998: Ilse Grubrich-Simitis, Psychoanalytikerin
- 1999: Reinhart Koselleck, Historiker
- 2000: Kurt Flasch, Philosoph
- 2001: Horst Bredekamp, Kunsthistoriker
- 2002: Klaus Heinrich, Philosoph
- 2003: Walter Burkert, Altphilologe
- 2004: Karl Schlögel, Historiker
- 2005: Peter Sloterdijk, Philosoph
- 2006: Johannes Fried, Historiker
- 2007: Josef H. Reichholf, Evolutionsbiologe
- 2008: Michael Hagner, Mediziner und Wissenschaftshistoriker
- 2009: Julia Voss, Kunsthistorikerin und Journalistin
- 2010: Luca Giuliani, Archäologe
- 2011: Arnold Esch, Historiker
- 2012: Ernst-Wolfgang Böckenförde, Jurist
- 2013: Angelika Neuwirth, Arabistin
- 2014: Jürgen Osterhammel, Historiker
- 2015: Peter Eisenberg, Sprachwissenschaftler
- 2016: Jan Assmann, Kulturtheoretiker und Ägyptologe
- 2017: Barbara Stollberg-Rilinger, Historikerin
- 2018: Wolfgang Kemp, Kunsthistoriker
- 2019: Thomas Macho, Philosoph
- 2020: Ute Frevert, Historikerin
- 2021: Hubert Wolf, Kirchenhistoriker
- 2022: Iris Därmann, Kulturwissenschaftlerin
- 2023: Matthias Glaubrecht, Evolutionsbiologe
- 2024: Karl-Heinz Kohl, Ethnologe und Religionswissenschaftler
- 2025: Dan Diner, Historiker